# Lijst van gemeentelijke monumenten in Medemblik
De gemeente Medemblik kent 17 gemeentelijk monumenten. Hieronder een overzicht:
| Object              | Bouwjaar | Architect | Locatie                 | Plaats      | Coördinaten                   | Nr.        | Afbeelding        |
| ------------------- | -------- | --------- | ----------------------- | ----------- | ----------------------------- | ---------- | ----------------- |
| Woonhuis            |          |           | Zuideinde 4             | Abbekerk    | 52° 43' 45" NB, 5° 1' 12" OL  | 0420/WN332 | Woonhuis          |
| Woonhuis            |          |           | Achterom 9              | Medemblik   | 52° 46' 16" NB, 5° 6' 22" OL  | 0420/WN340 | Woonhuis          |
| Woonhuis            |          |           | Nieuwstraat 61          | Medemblik   | 52° 46' 19" NB, 5° 6' 25" OL  | 0420/WN346 | Meer afbeeldingen |
| Woonhuis            |          |           | Oosterhaven 9           | Medemblik   | 52° 46' 16" NB, 5° 6' 30" OL  | 0420/WN347 | Woonhuis          |
| Dijkhuis            |          |           | Oosterhaven 42          | Medemblik   | 52° 46' 22" NB, 5° 6' 40" OL  | 0420/WN350 | Dijkhuis          |
| Dijkhuis            |          |           | Oosterhaven 46          | Medemblik   | 52° 46' 23" NB, 5° 6' 41" OL  | 0420/WN351 | Dijkhuis          |
| Woonhuis            |          |           | Tuinstraat 42           | Medemblik   | 52° 46' 22" NB, 5° 6' 26" OL  | 0420/WN355 | Upload foto       |
| Dijkhuis            |          |           | Turfhoek 2              | Medemblik   | 52° 46' 16" NB, 5° 6' 10" OL  | 0420/WN337 | Dijkhuis          |
| Woonhuis            |          |           | Vooreiland 1            | Medemblik   | 52° 46' 13" NB, 5° 6' 32" OL  | 0420/WN339 | Woonhuis          |
| Woonhuis            |          |           | Vooreiland 20           | Medemblik   | 52° 46' 18" NB, 5° 6' 42" OL  | 0420/WN356 | Woonhuis          |
| Woonhuis            |          |           | Westerhaven 22          | Medemblik   | 52° 46' 16" NB, 5° 0' 0" OL   | 0420/WN358 | Woonhuis          |
| Woonhuis            |          |           | Westerhaven 29          | Medemblik   | 52° 46' 16" NB, 5° 6' 14" OL  | 0420/WN359 | Woonhuis          |
| Voormalig Raadhuis  |          |           | Midwouder Dorpstraat 17 | Midwoud     | 52° 42' 47" NB, 5° 4' 15" OL  | 0420/WN367 | Meer afbeeldingen |
| Woonhuis            |          |           | Midwouder Dorpstraat 19 | Midwoud     | 52° 42' 47" NB, 5° 4' 14" OL  | 0420/WN366 | Meer afbeeldingen |
| Woonhuis            |          |           | Midwouder Dorpstraat 23 | Midwoud     | 52° 42' 44" NB, 5° 4' 13" OL  | 0420/WN364 | Meer afbeeldingen |
| Raadhuis            |          |           | Raadhuisplein 1         | Wervershoof | 52° 40' 47" NB, 5° 1' 56" OL  | 0420/WN379 | Meer afbeeldingen |
| Landarbeiderswoning |          |           | Grote Zomerdijk 33      | Wognum      | 52° 40' 53" NB, 4° 59' 39" OL | 0420/WN381 | Meer afbeeldingen |

## Karakteristiek pand
De gemeente Medemblik heeft de volgende 3 panden aangewezen als karakteristiek pand:
| Object   | Bouwjaar | Architect | Locatie                  | Coördinaten                  | Nr.        | Afbeelding |
| -------- | -------- | --------- | ------------------------ | ---------------------------- | ---------- | ---------- |
| Winkel   |          |           | Nieuwstraat 45 Medemblik | 52° 46' 20" NB, 5° 6' 25" OL | 0420/WN345 | Winkel     |
| Woonhuis |          |           | Oosterhaven 19 Medemblik | 52° 46' 18" NB, 5° 6' 32" OL | 0420/WN348 | Woonhuis   |
| Woonhuis |          |           | Oosterhaven 52 Medemblik | 52° 46' 24" NB, 5° 6' 43" OL | 0420/WN352 | Woonhuis   |